# Sarishabari (underdistrikt)
Sarishabari är ett underdistrikt i Bangladesh. Det ligger i den centrala delen av landet, 120 km nordväst om huvudstaden Dhaka.
Trakten runt Sarishabari består till största delen av jordbruksmark. Runt Sarishabari är det mycket tätbefolkat, med 1 221 invånare per kvadratkilometer.